# Монастырь Малый Назарет (Кёльн)

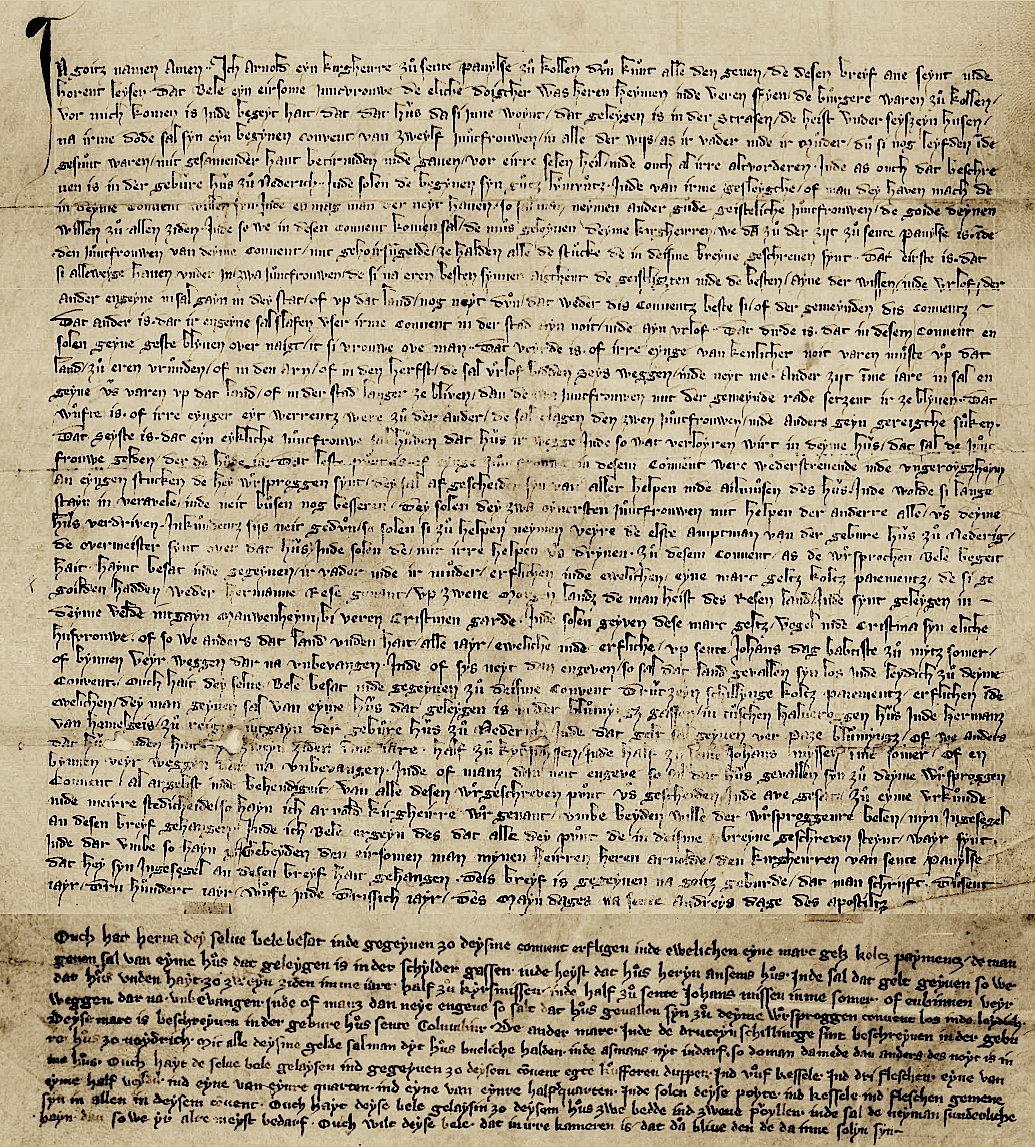
Согласие настоятеля церкви Св. Павла использовать жилой дом Белы под монастырь. 1335 год.

Монастырь Малый Назарет (нем. Kloster Klein-Nazareth) — монастырь общины сёстёр-целлитинок в городе Кёльн, но, в отличие от всех других монастырей этой религиозной общины Алексиан, они не занимались своим постоянным сестринским делом, то есть уходом за больными.

## История

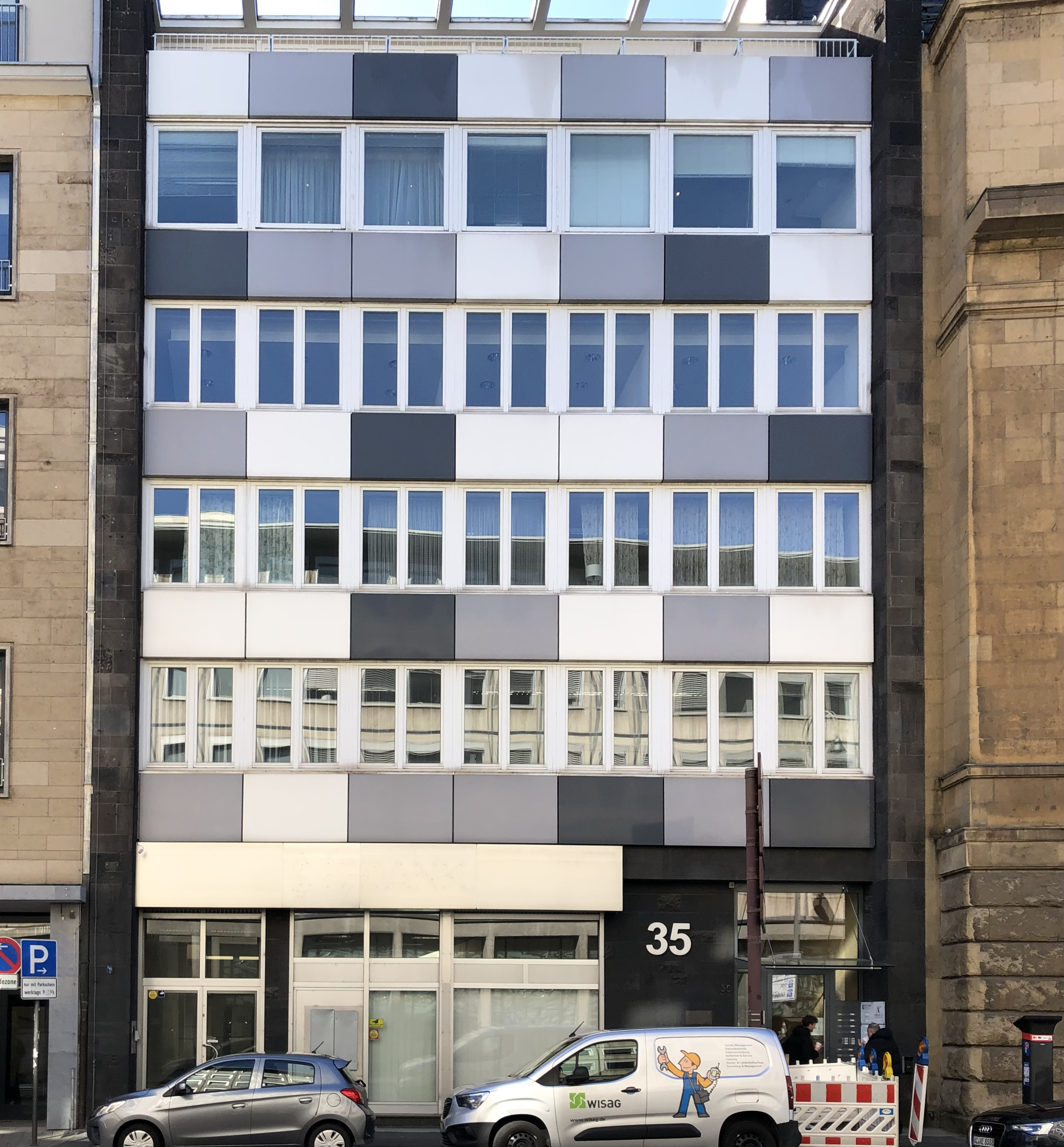
На этом месте раньше стоял монастырь "Малый Назарет"

В 1307 году Хаймо (Хайман) де Дюрен и его жена решили, что их дом в Вюрфельпфорте, на улице Унтер Заксенхаузен в Кёльне, после их смерти должен служить монастырем для 12 бегинок. Выполнение этого завещания было поручено приходским плебанам («народным священникам») церкви Св. Павла и чиновникам Нидериха. В 1314 году основатели завещали часть своего наследства дочери Беле, которая присоединилась к монастырю «Дюрен» или «Хайман», и которое должно было быть распределено между тремя старейшими бегинками после её смерти. Администрация была передана настоятельнице, а духовный надзор первоначально осуществлялся священником церкви Святого Павла, а затем кёльнскими монахами ордена Святого Креста.
В 1456 году монастырь приобрел соседний дом в Вюрфельпфорте. После того, как монастырь, в котором в 1477 г. было всего шесть сестер, принял в 1474 г. Устав святого Августина, объединённого с традициями целлитинок, монастырь получил разрешение в 1486 г. открыть в доме молитвенную комнату и алтарь, а также позволить духовенству проводить Божественную Литургию, но при закрытых дверях и без звона колокола. В том же году состоялось освящение этой часовни, что сорвало план городского совета по объединению монастыря с другим.
Сестры зарабатывали на жизнь в основном физическим трудом, первоначально также уходом за больными, но в 1500 году они были освобождены от своих обязанностей по уходу Генеральным Капитулом Харлема. Хотя в следующем году монастырь получил новую часовню, возможно, часовня, освященная в 1551 году, не была самостоятельным зданием. Менее чем через сто лет, а именно в 1639 году, произошло значительное структурное расширение здания, что, безусловно, было необходимо, так как монастырь вырос до 51 сестры в XVII веке, так что доступного места оказалось недостаточно.
Часовня монастыря, которая с XVI века известна как Малый Назарет, представляла собой зал площадью около 8 × 12 м., с северной стороной обращенной прямо к дороге; на юге был узкий закрытый двор размером 7 × 28 м. К западу тянулся небольшой дворик с монастырскими воротами. На юге находился довольно большой сад.
Монастырь был упразднен 2 сентября 1802 года, при этом общая капитальная стоимость общины оценивалась в 32 696 франков, а ежегодная выплата сестрам - примерно в 4300 франков. Иоганн Фридрих Гюйссен из Бергиша купил монастырскую собственность и построил на ней хлопчатобумажную фабрику. Около 1880 года его место заняло новое здание кельнского предпринимателя Якоба Каафа. В наше время здесь располагается филиал франкфуртского банка İşbank AG.

## Галерея
Старые карты с местом нахождения монастыря Малый Назарет:

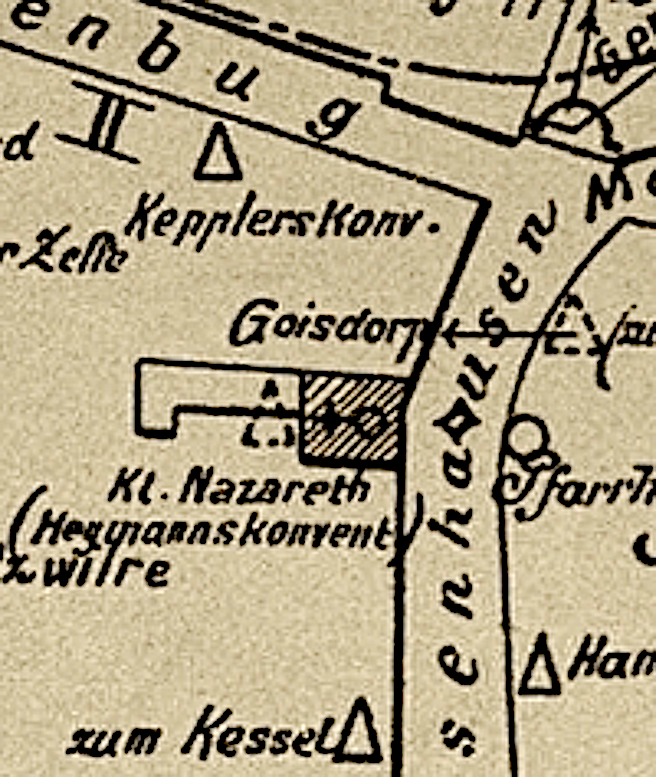
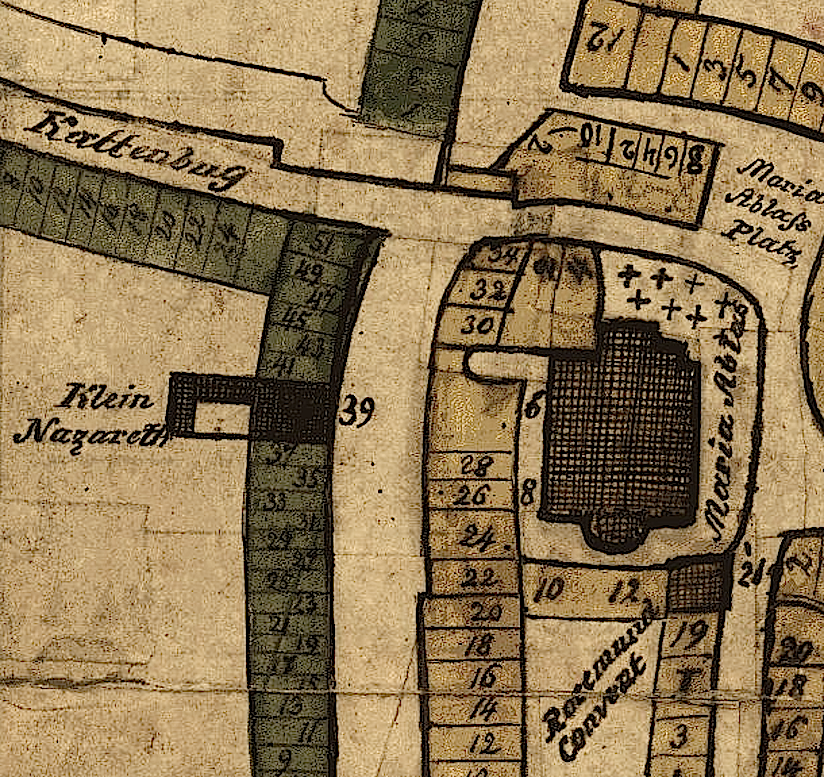